# Aura Garrido
Aura Garrido Sánchez (Madrid, 29 de mayo de 1989) es una actriz española de cine, teatro y televisión conocida principalmente por protagonizar series como Física o química, Ángel o demonio, El día de mañana, El Ministerio del Tiempo y El inocente.

## Biografía

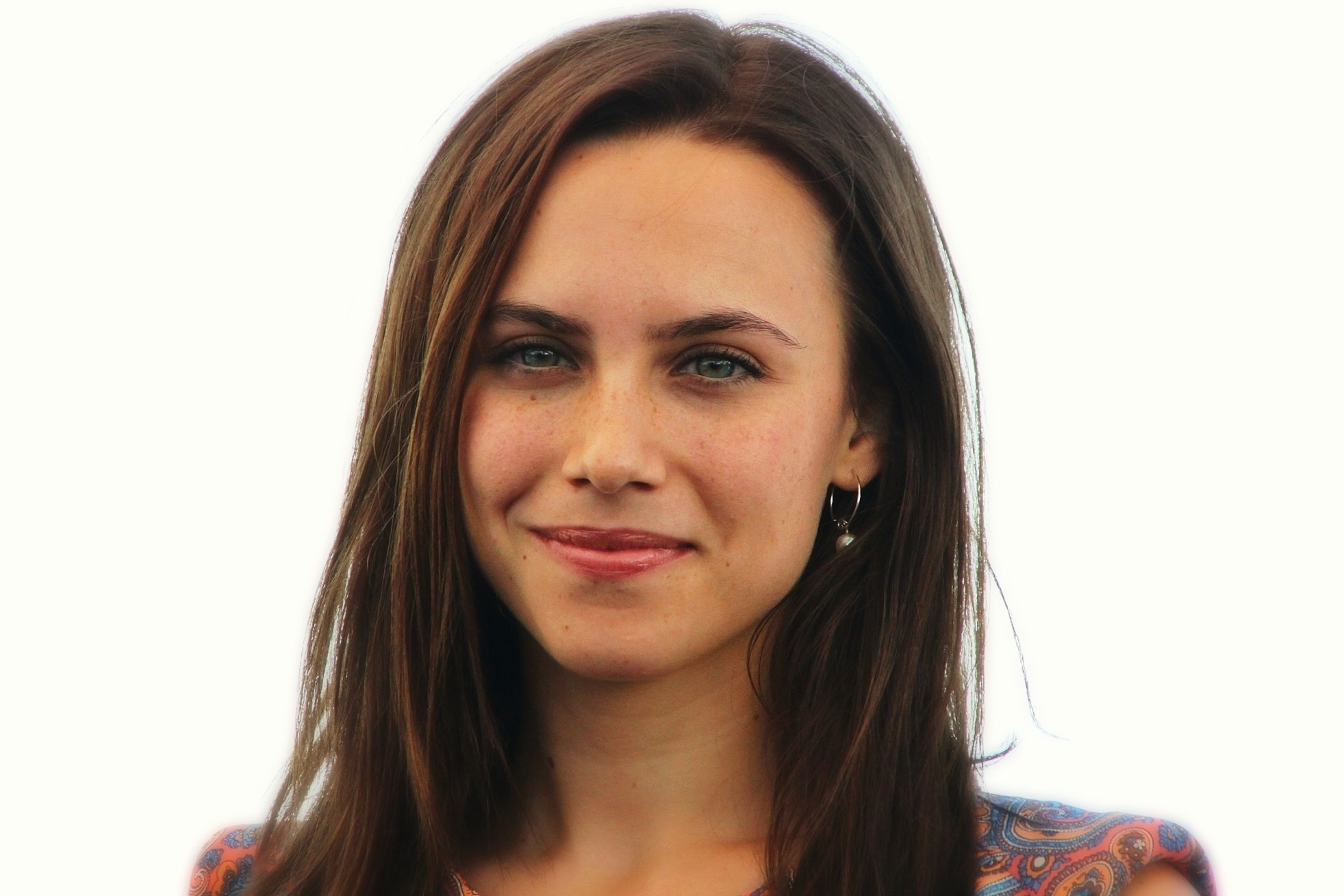
Aura Garrido en 2012

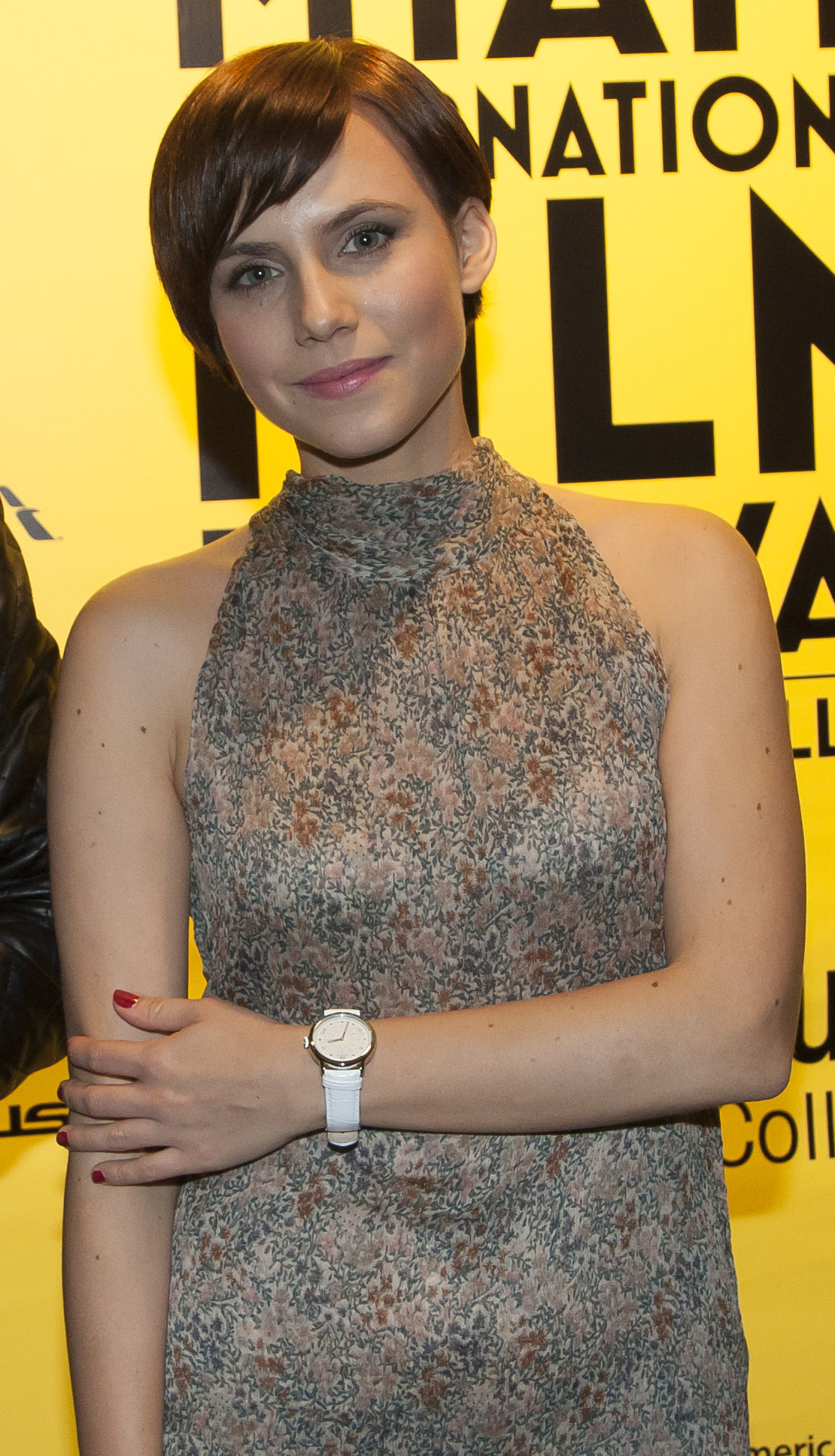
Garrido en la presentación de Asesinos inocentes en el Festival Internacional de Cine de Miami 2014

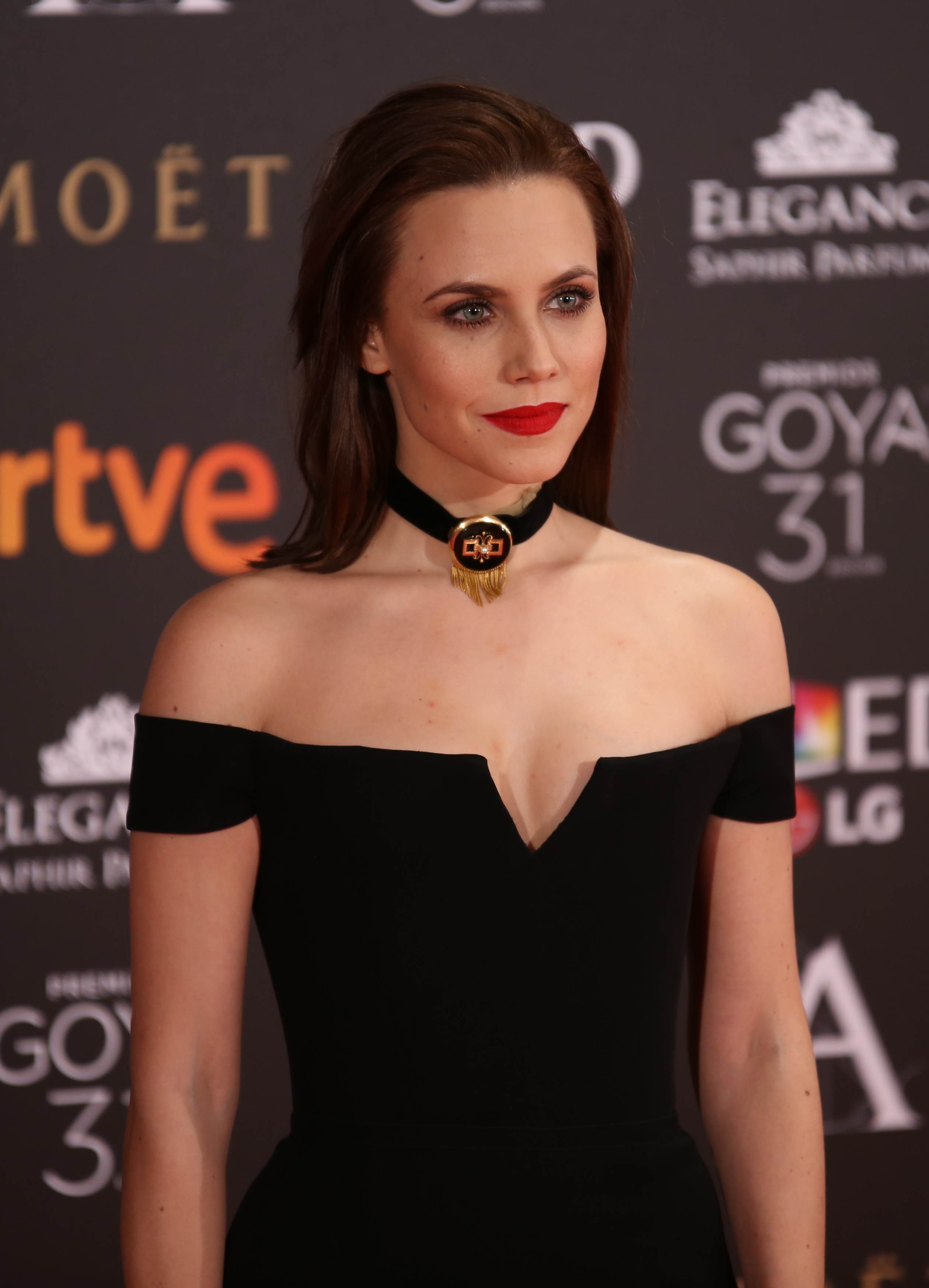
Aura Garrido en los Premios Goya 2017

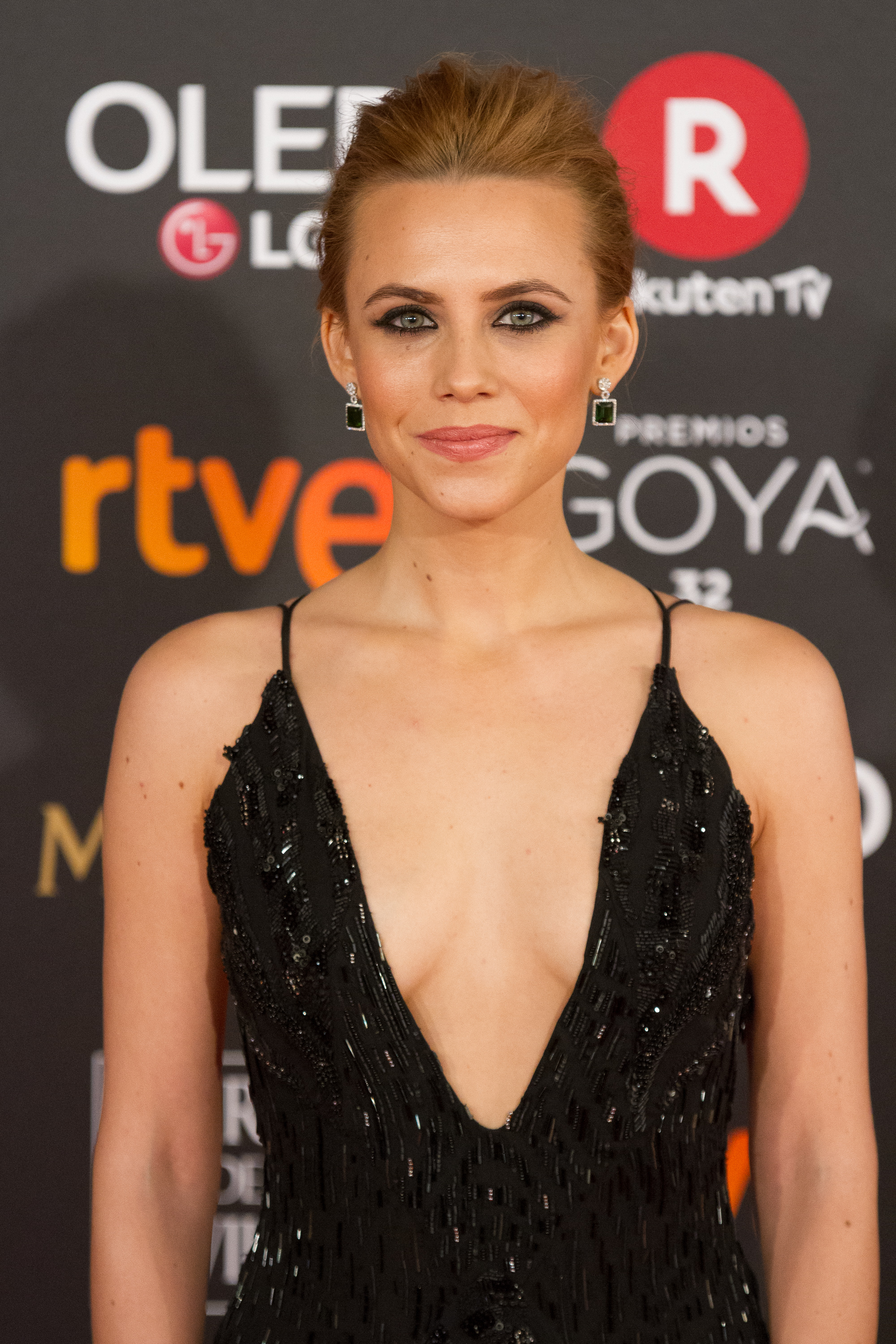
Aura Garrido en los Premios Goya 2018

Nació en Madrid en 1989 en el seno de una familia con clara vocación artística: su padre, Tomás Garrido, es compositor y director de orquesta. Su madre, María del Pilar Sánchez, es maestra y pintora. Su abuela y su tía maternas fueron cantantes de ópera y su tío es cantante lírico también. Con apenas cuatro años tomó sus primeras clases de piano y poco después empezó a practicar ballet. Tras concluir sus estudios de secundaria se matriculó en la Real Escuela Superior de Arte Dramático y cursó hasta el tercero de interpretación, especializándose en interpretación textual. Abandonó la carrera en 2010 para participar en el rodaje de la película Planes para mañana.
Empezó su carrera en televisión en 2009 participando en la serie juvenil Física o química, donde interpretó a Erika durante cuatro episodios. También ese año participó en la serie de comedia De repente, los Gómez, estrenada en Telecinco pero trasladada al canal de la TDT Factoría de Ficción tras dos episodios.
En 2010 participó en el thriller Inocentes, una miniserie de dos capítulos emitida en Telecinco. Garrido interpretó a Adriana, una joven que junto a dos amigas es secuestrada por una mafia dedicada a la prostitución y la trata de blancas. Ese año también estrena la película Planes para mañana, donde interpretó a Mónica. Por dicho papel consiguió una nominación al Premio Goya como mejor actriz revelación y el Premio Biznaga de Plata en el Festival de cine de Málaga. 2010 fue también el año en el que volvió a la televisión, esta vez con un papel protagonista en la serie La pecera de Eva. Interpretó a Esther durante las dos primeras temporadas de la serie.
Al año siguiente formó parte de dos series con gran repercusión mediática. Interpretó a Míriam en la serie de Crematorio, una serie sobre la corrupción en España, emitida en el antiguo Canal + y posteriormente en La Sexta. También encabezó el reparto de la serie de Telecinco Ángel o demonio junto a Jaime Olías y Manu Fullola entre otros. Garrido interpretó a Valeria, una joven estudiante que descubre que es un ángel que se encuentra entre el bien y el mal.
Después de un año centrada en la televisión, en 2012 estrenó hasta dos películas. Formó parte de la comedia Promoción fantasma, donde volvió a coincidir con antiguos compañeros como Jaime Olías o Alexandra Jiménez. También participó en la película El cuerpo, dirigida por Oriol Paulo, en la que compartió pantalla con Belén Rueda, José Coronado y Hugo Silva. Además, participó en el drama histórico Imperium, spin off de la serie Hispania, La leyenda. Garrido interpretó a Cora, una joven en busca de venganza.
En 2013 estrenó Stockholm, película dirigida por Rodrigo Sorogoyen que protagonizó junto a Javier Pereira. Su actuación fue bien recibida por la crítica y consiguió una nominación a los Premios Goya como mejor actriz protagonista. También fue nominada en los Premios Feroz y en los Premios Forqué, no consiguiendo ninguna de las distinciones. Sin embargo, sí que recibió el Premio Sant Jordi (premios concedidos por RNE) y la Medalla del Círculo de Escritores Cinematográficos además de otros galardones. Fue un gran año para la actriz madrileña, que también estrenó las películas Los ilusos de Jonás Trueba, y Viral de Lucas Figueroa.
En 2014 formó parte del elenco de la serie de Telecinco Hermanos, donde interpretó a Pilar Yagüe, una mujer que lucha por mantener intacto su matrimonio con Alberto (Álvaro Cervantes). Además, participó en un capítulo de la serie Víctor Ros como estrella invitada.
En 2015 estrenó las películas Asesinos Inocentes, dirigida por Gonzalo Bendala; y Vulcania del director argentino José Skaf. Además, formó parte del reparto de la miniserie Las aventuras del Capitán Alatriste, emitida en Telecinco; y de la miniserie Abkara: Origen. 2015 fue un punto de inflexión en la carrera de Garrido, que se consolidó como una de las actrices con más futuro del país. Desde ese año interpreta a Amelia Folch en la serie de Televisión española El Ministerio del tiempo, serie de ciencia ficción que protagoniza junto a Rodolfo Sancho, Hugo Silva y Nacho Fresneda. Amelia es una de las primeras mujeres universitarias españolas de finales del siglo XIX que es reclutada por Irene (Cayetana Guillén Cuervo) para trabajar en el Ministerio del Tiempo. Por este papel, Aura ha conseguido diferentes distinciones como un Premio Fotogramas de Plata a mejor actriz de televisión, un premio Iris a mejor actriz, y un premio Feroz a mejor actriz protagonista en una serie.
En 2016, además de participar en la segunda temporada de El Ministerio del Tiempo, también forma parte del reparto de la miniserie de Telecinco El padre de Caín, y en la película La reconquista, dirigida por Jonás Trueba.
El 1 de junio de 2017 se estrenó la tercera temporada de El Ministerio del Tiempo en Televisión Española, en septiembre la película La niebla y la doncella de Andrés M. Koppel (basada en la novela homónima de Lorenzo Silva) y en octubre la película La piel fría de Xavier Gens.
Tras participar en varias películas y series en los siguientes años, en 2022 protagoniza la serie Un asunto privado, ambientada en los años 40, en el papel de Marina Quiroga. Su personaje es una mujer de la alta sociedad adelantada a su tiempo que está dispuesta a atrapar a un asesino en serie, y el actor francés Jean Reno actúa como su mayordomo.[cita requerida]

## Filmografía

### Cine
| Año  | Título                          | Personaje         | Director                       |
| ---- | ------------------------------- | ----------------- | ------------------------------ |
| 2010 | Inocentes                       | Adriana           | Daniel Calparsoro              |
| 2010 | Planes para mañana              | Mónica            | Juana Macías                   |
| 2011 | 5ºB Escalera Dcha (corto)       | Sara              | María Adánez                   |
| 2012 | Promoción fantasma              | Elsa              | Javier Ruiz Caldera            |
| 2012 | El cuerpo                       | Carla Miller      | Oriol Paulo                    |
| 2013 | Los ilusos                      | Sofía             | Jonás Trueba                   |
| 2013 | Stockholm                       | Ella              | Rodrigo Sorogoyen              |
| 2013 | Viral                           | Lucía             | Lucas Figueroa                 |
| 2014 | Asesinos inocentes              | Nuria Abreu       | Gonzalo Bendala                |
| 2014 | Vulcania                        | Martha            | José Skaf                      |
| 2016 | La Reconquista                  | Carla             | Jonás Trueba                   |
| 2017 | La niebla y la doncella         | Virginia Chamorro | Andrés M. Koppel               |
| 2017 | La piel fría                    | Aneris            | Xavier Gens                    |
| 2018 | El aviso                        | Lucía             | Daniel Calparsoro              |
| 2018 | Solo                            | Ona               | Hugo Stuven                    |
| 2019 | El asesino de los caprichos     | Eva               | Gerardo Herrero                |
| 2019 | El silencio de la ciudad blanca | Esti              | Daniel Calparsoro              |
| 2021 | Malnazidos                      | Matacuras         | Javier Ruiz Caldera            |
| 2023 | Alguien que cuide de mí         | Nora              | Daniela Fejerman, Elvira Lindo |

### Televisión
| Año       | Título                              | Cadena             | Personaje                         | Episodios    |
| --------- | ----------------------------------- | ------------------ | --------------------------------- | ------------ |
| 2009      | Física o química                    | Antena 3           | Érica                             | 4 episodios  |
| 2009      | De repente, los Gómez               | Telecinco          | Silvia                            | 10 episodios |
| 2010      | La pecera de Eva                    | Telecinco          | Esther Espinosa                   | 30 episodios |
| 2011      | Ángel o demonio                     | Telecinco          | Valeria                           | 22 episodios |
| 2011      | Crematorio                          | Canal+             | Miriam Mullor                     | 8 episodios  |
| 2012      | Imperium                            | Antena 3           | Cora de Capoa                     | 6 episodios  |
| 2014      | Hermanos                            | Telecinco          | Pilar Yagüe                       | 6 episodios  |
| 2015      | Las aventuras del Capitán Alatriste | Telecinco          | Inés de Castro                    | 13 episodios |
| 2015      | La dama velada                      | Telecinco / RAI    | Cecile                            | 12 episodios |
| 2015      | Víctor Ros                          | La 1               | Lucía Alonso                      | 1 episodio   |
| 2015-2020 | El Ministerio del Tiempo            | La 1               | Amelia Folch                      | 28 episodios |
| 2016      | El padre de Caín                    | Telecinco          | Begoña                            | 2 episodios  |
| 2018      | El día de mañana                    | #0                 | Carme Román                       | 6 episodios  |
| 2019      | Paquita Salas                       | Netflix            | Ella misma                        | 1 episodio   |
| 2019      | Hernán                              | Amazon Prime Video | Juana                             | 2 episodios  |
| 2021      | El inocente                         | Netflix            | Olivia Costa                      | 8 episodios  |
| 2022      | Un asunto privado                   | Amazon Prime Video | Marina Quiroga                    | 8 episodios  |
| 2024      | Invisible                           | Disney+            | Andrea La Profesora de literatura | 6 episodios  |
| 2024      | Santuario                           | Atresplayer        | Valle                             | 8 episodios  |

### Teatro
| Año  | Título                                 | Personaje         | Director                     |
| ---- | -------------------------------------- | ----------------- | ---------------------------- |
| 2012 | Cuando cuente hasta tres               | Aura              | Sonia Sebastián              |
| 2013 | Invierno en el Barrio Rojo             | Cristina          | Marta Etura                  |
| 2018 | Muros                                  | Sarah             | Lorena García de las Bayonas |
| 2018 | El tratamiento                         | Varios personajes | Pablo Remón                  |
| 2025 | Las amargas lágrimas de Petra Von Kant | Karin             | Rakel Camacho                |

## Premios y nominaciones
Premios Goya
| Año  | Categoría                                  | Película           | Resultado |
| ---- | ------------------------------------------ | ------------------ | --------- |
| 2011 | Mejor actriz revelación                    | Planes para mañana | Nominada  |
| 2014 | Mejor interpretación femenina protagonista | Stockholm          | Nominada  |

Premios Sant Jordi
| Año  | Categoría                         | Película  | Resultado |
| ---- | --------------------------------- | --------- | --------- |
| 2014 | Mejor actriz en película española | Stockholm | Ganadora  |

Premios Feroz
| Año  | Categoría                                  | Película/serie           | Resultado |
| ---- | ------------------------------------------ | ------------------------ | --------- |
| 2014 | Mejor interpretación femenina protagonista | Stockholm                | Nominada  |
| 2016 | Mejor actriz protagonista de televisión    | El Ministerio del Tiempo | Ganadora  |
| 2017 | Mejor actriz protagonista de televisión    | El Ministerio del Tiempo | Nominada  |
| 2018 | Mejor actriz protagonista de televisión    | El día de mañana         | Nominada  |

Medallas del Círculo de Escritores Cinematográficos
| Año  | Categoría                                  | Película           | Resultado |
| ---- | ------------------------------------------ | ------------------ | --------- |
| 2010 | Mejor actriz revelación                    | Planes para mañana | Nominada  |
| 2013 | Mejor interpretación femenina protagonista | Stockholm          | Ganadora  |

Premios Unión de Actores
| Año  | Categoría                               | Película/Serie           | Resultado |
| ---- | --------------------------------------- | ------------------------ | --------- |
| 2011 | Mejor actriz revelación                 | Planes para mañana       | Nominada  |
| 2016 | Mejor actriz protagonista de televisión | El Ministerio del Tiempo | Nominada  |
| 2017 | Mejor actriz protagonista de televisión | El Ministerio del Tiempo | Ganadora  |

Premios Iris
| Año  | Categoría                  | Película/Serie           | Resultado |
| ---- | -------------------------- | ------------------------ | --------- |
| 2015 | Mejor actriz de televisión | El Ministerio del Tiempo | Ganadora  |
| 2018 | Mejor actriz de televisión | El día de mañana         | Nominada  |

Fotogramas de Plata
| Año  | Categoría                               | Película/Serie           | Resultado |
| ---- | --------------------------------------- | ------------------------ | --------- |
| 2014 | Mejor actriz de cine                    | Stockholm                | Nominada  |
| 2016 | Mejor actriz protagonista de televisión | El Ministerio del Tiempo | Ganadora  |

Festival de Málaga
| Año  | Categoría                                  | Película           | Resultado |
| ---- | ------------------------------------------ | ------------------ | --------- |
| 2010 | Mejor actriz de reparto                    | Planes para mañana | Ganadora  |
| 2013 | Mejor interpretación femenina protagonista | Stockholm          | Ganadora  |

Festival Internacional de Cine de Huesca
| Año  | Premio                  | Resultado |
| ---- | ----------------------- | --------- |
| 2018 | Premio Ciudad de Huesca | Ganadora  |

Premios Platino
| Año  | Categoría                                  | Película o Serie         | Resultado |
| ---- | ------------------------------------------ | ------------------------ | --------- |
| 2018 | Mejor interpretación femenina en miniserie | El Ministerio del Tiempo | Nominada  |

Premios Forqué
| Año  | Categoría                                  | Película  | Resultado |
| ---- | ------------------------------------------ | --------- | --------- |
| 2014 | Mejor interpretación femenina protagonista | Stockholm | Nominada  |

Otras distinciones
2010
- Premio a la Mejor actriz (compartido con Carme Elías, Goya Toledo y Ana Labordeta) en la Primavera Cinematográfica de Lorca 2010 por Planes para mañana.[43]

2011
- Premio FICA a la mejor actriz del año 2010 por Planes para mañana.
- Premio San Pancracio a la Mejor actriz revelación de 2010 en el Festival Solidario de Cine Español de Cáceres 2011 por Planes para mañana.

2013
- Premio Fantrobia en el Festival de Cine Fantástico de Bilbao -FANT 19 a la "figura emergente dentro del género fantástico".[44]
- Premio 'Promesa-Vivir de Cine' a la Mejor actriz en el Tomacine-Tomatina Music & Film Festival de Buñol 2013 por Stockholm.[45]
- Nominada a los Neox Fan Awards a la Mejor actriz de cine por El cuerpo.

2014
- Premio Un Futuro de Cine en el Festival Internacional de Cine de Valencia-Cinema Jove[46]
- Premio a la Mejor actriz en el Festival Internacional de Cine de Transilvania por Stockholm.[47]

2016
- Mención Especial del Jurado en el Festival de Cine de España de Toulouse por La Reconquista.[48]

2017
- Premio talento joven en el XIV edición del Festival de Cine de Comedia de Tarazona y el Moncayo[49]

2018
- Premio Ondas Nacional de Televisión Mejor intérprete femenina en ficción, por su papel del personaje de una mujer franquista en serie El día de mañana. Este premio es Ex aequo con Patricia López Arnaiz (por su interpretación en la serie La otra mirada).[50]